# Мехмед Хаджи Сенай
Хаджи Мехмед Сенаи (г.р. неизв. — у. после 1651 г.) — крымскотатарский сановник, летописец и историк XVII века.

## Биография
Служил в правительственной канцелярии Крымского ханства, секретарем ханского дивана (совета), судьей. По инициативе визиря Сефер Гази-аги был назначен официальным историографом крымского хана Ислям-Герая III, поэтому получил псевдоним Сенаи («описывающий»). Написал газа-наме (рассказ о священном походе) «История хана Ислам-Герая III», в которой охвачены события от 6 июля 1644 до 4 августа 1651. Основное внимание в произведении уделено крымскотатарским походам против Речи Посполитой 1648-49, описаны Битва под Жёлтыми Водами, Корсунская битва, Зборовская битва, Берестецкая битва, Львовская осада, Збаражская осада и др. Главными источниками были три крымскотатарских дневника походов, документы, свидетельства участников походов, в том числе и самого хана Ислям-Герая III. Летопись отражала официальный взгляд крымской правящей элиты на события середины XVII в., в нем апологетизируется деятельность Ислям-Герая III, Тугай-бея, Кырым-Герая, а характеристики Б .Хмельницкого и малороссийских повстанцев являются противоречивыми, но скорее положительными. Произведение было написано на османском языке — литературном языке Османской империи.